# Université pontificale catholique du Minas Gerais
L'université pontificale du Minas Gerais (en portugais : Pontifícia Universidade Católica de Minas Gerais ou PUC Minas) est une université catholique privée, sans but lucratif, située à Belo Horizonte dans l'État du Minas Gerais au Brésil. En 2006 et 2010, PUC-MG a été élue la meilleure université privée du Brésil,.
L'université possède plus d'une centaine de bâtiments pour accueillir ses laboratoires et bibliothèques, un musée, une chaîne de télévision, un centre d'enseignement à distance, une clinique dentaire, un centre de psychothérapie et une clinique vétérinaire.

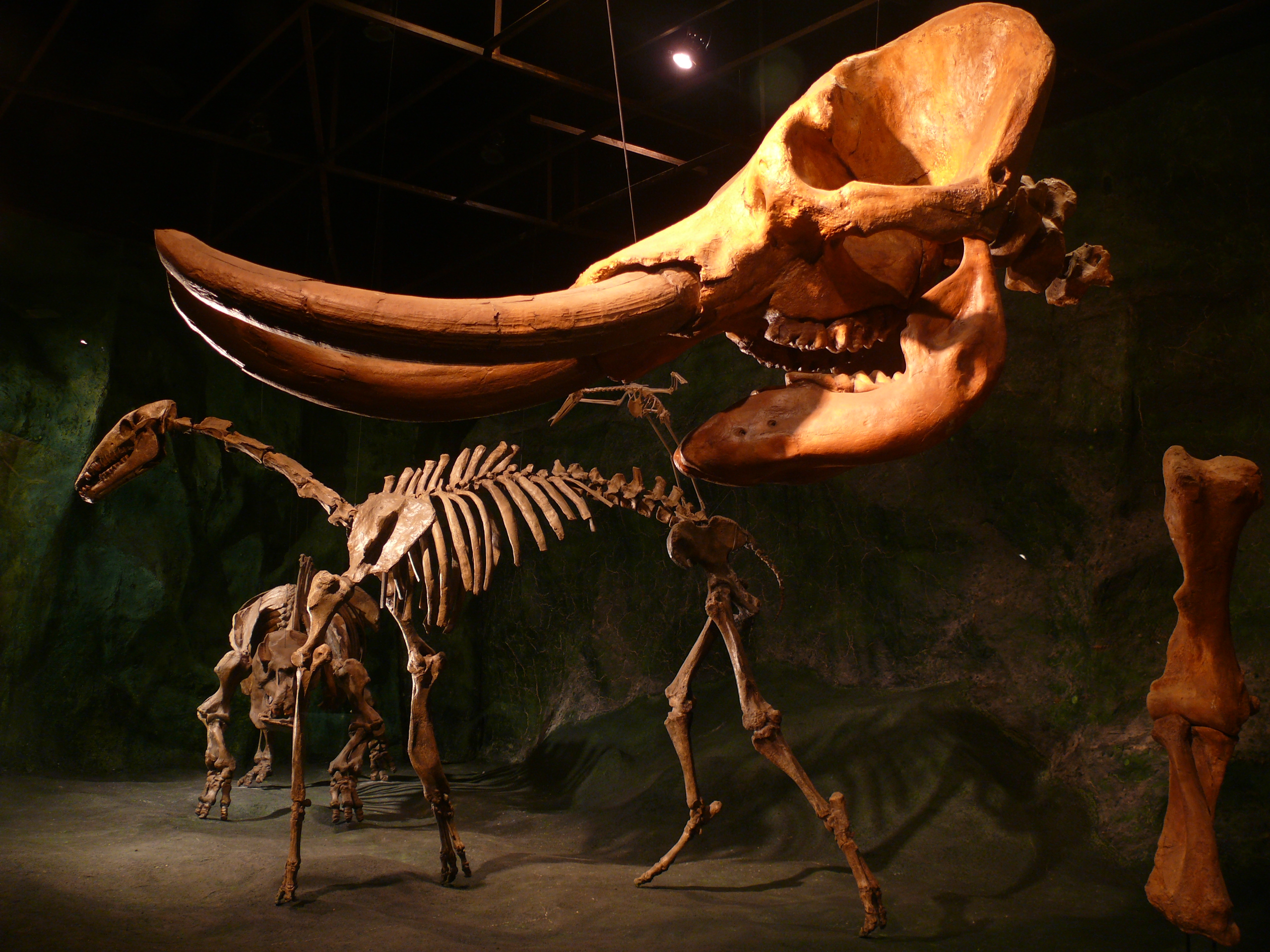
Musée des sciences naturelles de l’université.

L'université a obtenu la note de 5 donnée par le ministère brésilien de l'éducation pour les écoles d'enseignement supérieur realizé en 2023. La meilleure note de 5 est presque exclusivement décernée aux universités publiques.

## Histoire
En 1926, un séminaire du Cœur eucharistique est fondé à Belo Horizonte. Pendant plus de 30 ans, l'institution se consacre exclusivement à la formation religieuse. En 1958, Dom Cabral et un petit groupe d'enseignants crée l'université catholique de Minas Gerais. 

## Sources
1. ↑  (pt) « USP e PUC-MG são escolhidas as melhores universidades do país pelo Guia do Estudante », sur globo.com, O Globo, 4 octobre 2006 (consulté le 14 août 2020).
2. ↑  « Prêmio / Guia do Estudante », sur Guia do Estudante (consulté le 14 août 2020).
3. ↑  (pt) PUC Minas, « PUC Minas: excelência refletida em conceitos máximos do MEC », 28 juin 2024 (consulté le 17 février 2025)